# Franco Potenza
Franco Potenza, nome d'arte di Francesco Potenza (Roma, 23 gennaio 1922 – Roma, 6 settembre 2011), è stato un compositore, musicologo, direttore d'orchestra, di coro e di banda, conduttore radiofonico italiano.
Oltre alla vasta produzione nell'ambito delle colonne sonore per televisione, documentari e cinema, fra cui la composizione delle musiche corali del film Il tormento e l'estasi candidato all'Oscar alla migliore colonna sonora, esperto di storia del folklore in Italia (grande successo ebbe la sua rubrica per la radio "Folklore in salotto", condotta dal 1969 al 1977), ha dedicato la sua vita alla conduzione di cori polifonici, per cui ha arrangiato circa 300 brani per 3, 4 e 5 voci.

## Biografia
Studia pianoforte con Maria Stern, violino con Alfredo Germani, direzione di coro con Armando Antonelli e con Bonaventura Somma; direzione d'orchestra con Franco Ferrara, direzione di banda con Francesco Pellegrino, Paleografia Musicale e Composizione con Raffaele Casimiri e Lavinio Virgili, Studio delle Tradizioni popolari italiane con Paolo Toschi e Musicologia con Luigi Ronga.
Il suo apporto principale è stato nell'aver incentivato nel secondo dopoguerra la diffusione e l'inserimento del coro nei vari settori dello spettacolo, sia nel cinema che nel teatro, nel jazz e nella musica leggera: al Festival di Sanremo 1960 è il primo direttore del coro della manifestazione.
Debutta come direttore di coro nel 1938, e negli anni successivi collabora con l'Enal per la ricostituzione dei cori in Italia, esibendosi in chiese, teatri e piazze, alla radio e in televisione, con concerti di polifonia classica, musica folk, sacra e profana.
Nel 1969 ha fondato e diretto per 16 anni il coro polifonico di Sulmona, nel 1972 il coro polifonico Giovanni de’ Antiquis, tuttora in attività, nel 1980 il coro polifonico di Capranica  e, infine, il coro Insieme per cantare.
Con il coro Giovanni de Antiquis, fra i numerosi lavori, vanno citati "Mercanti di nuvole", spettacolo in cui si incontrano parti recitate e musicali, portato in teatro nel 1978 con la regia di Lino Procacci, e la realizzazione della Missa Folk, di cui è compositore. 
Amico del direttore del Coro "La Figlia di Jorio" di Orsogna, ha elaborato varie canzoni abruzzesi e ne ha personalmente composte alcune, su versi di Attilio Micozzi e Aldo Aimola di Guardiagrele. 
Nel 1968 ha composto varie colonne sonore per edizioni italiane di serie RAI, tra cui degli episodi di Stanlio e Ollio.
È stato per 9 anni consulente musicale per i cori in Italia della Associazione ANBIMA. Ha al suo attivo numerosi testi di musicologia e critica musicale. È stato chiamato come direttore di coro in circa 1.800 film italiani e stranieri e ha lavorato con alcuni dei più grandi registi (fra i qualiErmanno Olmi, per le musiche del film E venne un uomo) e compositori del '900. Ha musicato per coro e orchestra numerose canzoni di Alberto Sordi.
È morto nel 2011 all'età di 89 anni.